# Historia domus

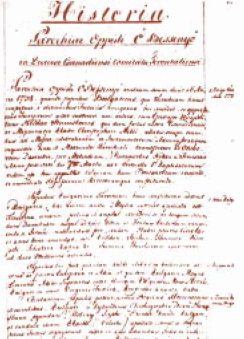
1740-es évekbeli részlet egy bánáti historia domusból

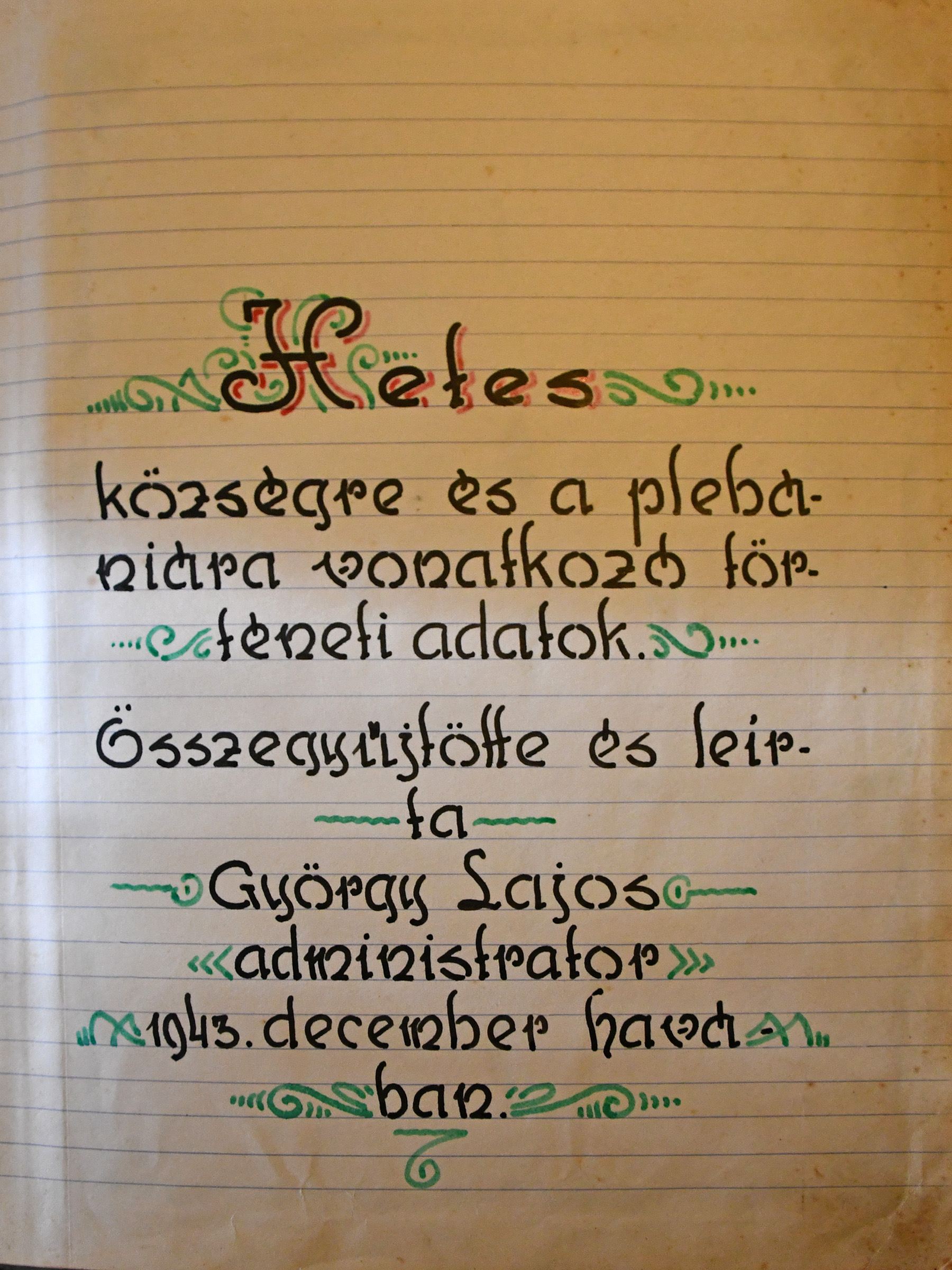
A Somogy vármegyei Hetes római katolikus plébániáján 1943-ban megnyitott historia domus belső címoldala

A historia domus (latin ’háztörténet’) a nyugati keresztény egyházak, elsősorban a római katolicizmus szervezeti egységeinek, intézményeinek, legfőképpen szerzetesrendi kolostoroknak, plébániáknak és egyházközségeknek a történetéről, jelentősebb eseményeiről vezetett kéziratos krónika. Nem csak egyháztörténeti szempontból jelentős történeti forráscsoport: a historia domusok feljegyzéseit helytörténeti, általános művelődés- és társadalomtörténeti, néprajzi és művészettörténeti szempontból is kutatják.

## Története
Az egyes kolostorok szerzetesközösségei már a középkorban vezettek kéziratos krónikákat, azokban a mikrotörténeti vonatkozások, a rendház életének eseményei azonban háttérbe szorultak vagy éppen meg sem jelentek, és elsősorban köztörténeti eseményeket jegyeztek fel bennük. A barokk kor eljövetelével a katolikus egyház nagyobb hangsúlyt fektetett saját történetének, a történeti események sodrában saját önreprezentációjának fontosságára.
Ebben élen jártak a jezsuiták, akik 16. századi megalapításuktól kezdve nem csak a rendtagokat, de a világi elitet is tájékoztatták rendtartományaik tevékenységéről, amelyekről rendszeres (éves, negyedéves) jelentésekben adtak számot (litterae annuae). A 16. század végére megnyitották az egyes rendházaik történetét összefoglaló historia domusokat, amelyeket aztán folyamatosan bővítettek a ház életének legfontosabb eseményeivel, személyi változásokkal, építkezésekkel, épületbővítésekkel és -felújításokkal, a közösség anyagi gyarapodásával, új oltárok, szentelmények, klenódiumok beszerzésével, a lelkipásztori, tanítói stb. munka vonatkozásaival, és általában is a világi közösség és a rendház kapcsolataival, a vallásos társulatok életével, a köznép vallásosságával. A piaristák a 17. századtól szintén rendelkeztek háztörténetekkel, de a historia domusok elkészítése és vezetése rendszeres rendházi feladattá csak a 18. században vált. A ferencesek szintén a 18. század közepétől követték a példát, Magyarországon az 1760-as évektől kezdve állították össze rendházaik történetét. Ezeknek a historia domusoknak a java része ma a szerzetesrendek központi levéltáraiban található és kutatható.
Valamivel később, a 18. század második felétől kezdték megnyitni az egyes plébániák és egyházközségek historia domusait. A folyamat felgyorsult, amikor a 18. század végén az egyházmegyék kötelezővé tették plébánosaik számára a háztörténetek vezetését. Ehhez csatlakoztak a 19. században protestáns egyházkerületek vezetői is. Több helyütt részletes útmutatók készültek a feljegyzések készítésének módjáról, az egyes háztörténetek jellegét azonban mégis a könyvet vezető egyházi személy műveltsége és érdeklődése szabta meg: a rendkívül részletes historia domusok mellett találni rendkívül hiányosakat, a könyvek színvonala egyenetlen, hullámzó, nem ritka a száraz mikrotörténeti tényeken túlmenően a szubjektív benyomások és vélemények feljegyzése. A plébániai, egyházközségi historia domusok közül keveset adtak ki, legtöbbjük a plébániai irattárakban található, erősen kitettek az elkallódás, pusztulás veszélyének.

## Forrás
- Molnár Antal: Historia domus. In Magyar művelődéstörténeti lexikon : Középkor és kora újkor IV. (Halételek–Jordán). Főszerk. Kőszeghy Péter. Budapest: Balassi. 2005. 134–136. o. ISBN 963-506-630-9

## Kiadott historia domusok
- Historia Domus Vecsésiensis: Anno 1797. Latinból ford. és a jegyzeteket kész. Stéhli Ferenc. Vecsés: Kulturverein; (hely nélkül): DZL. 1999.  ISBN 963-03-7624-5
- Historia domus: A borszéki plébánia története. Szerk. Mihály János, Farkas Aladár. Borsec: Borszékért Alapítvány. 2003.
- Historia Domus Ecseriensis: Anno 1738. Szerk. Aszódi Csaba András, Harazin Piroska. Ecser: Ecseri Zöld Koszorú Hagyományőrző Kör; (hely nélkül): DZL. 2005.  ISBN 963-217-888-2
- Historia domus: A Hajdúböszörményi Görög Katolikus Egyházközség története, 1988–2009. Szerk. Debreceniné Erdős Ibolya. Hajdúböszörmény: Hajdúböszörményi Görög Katolikus Egyházközség. 2009.  ISBN 978-963-06-8471-2
- Historia domus Szödiensis, 1740–1897: Forrásközlés. Ford. Schäffer György. Sződ: Sződi Helytörténeti Alapítvány. 2014.  = Sződi Helytörténeti Füzetek,  7. ISBN 978-963-08-9928-4
- A Diósdi Egyházközség historia domusa. H. n: K. n. 2019.